# Golf

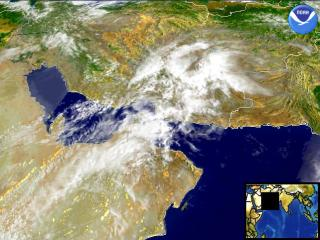
Golful Persic

Pentru alte utilizări ale numelui Golf, vezi Golf (dezambiguizare).
Golful este o parte a unui lac sau ocean care  înaintează într-o deschizătură largă a uscatului și este înconjurată de pământ din trei părți.
Cele mai cunoscute golfuri sunt:
- Golful Aden
- Golful Alaska
- Golful Aqaba
- Golful Argolic
- Golful Bengal
- Golful Biscaya
- Golful Botnic
- Golful California
- Golful Carpentaria
- Golful Finlandei
- Golful german
- Golful Guanabara
- Golful Guineei
- Golful Hudson
- Golful Kula
- Golful Lion
- Golful Mannar
- Golful Mexic
- Golful Oman
- Golful Panama
- Golful Persic
- Golful Prudhoe
- Golful Riga
- Golful San Francisco
- Golful Sf. Laurențiu
- Golful Sidra
- Golful Suez
- Golful Tarento
- Golful Thailandei
- Golful Zuider Zee
- Marea Roșie